# Olivia et le Tremblement de terre invisible
Pour plus de détails, voir Fiche technique et Distribution.
Olivia et le Tremblement de terre invisible est un film d'animation espagnol, français, belge, chilien et suisse réalisé par Irene Iborra Rizo et sorti en 2025,.

## Fiche technique
Sauf indication contraire, les informations mentionnées dans cette section peuvent être confirmées par les bases de données cinématographiques IMDb et Allociné,  présentes dans la section « Liens externes ».
- Titre original : L'Olívia i el terratrèmol invisible
- Réalisation : Irene Iborra Rizo
- Scénario : Irene Iborra Rizo, Maite Carranza et Júlia Prats
- Musique : Laetitia Pansanel-Garric et Charles de Ville
- Décors : Juanfran Jacinto
- Animation : Morgan Navarro et César Díaz
- Photographie :
- Son :
- Montage : Julie Brenta
- Production : Jean-François Le Corre et Mathieu Courtois
- Sociétés de production : Vivement lundi !, Cornelius Films, Bígaro Films, Citoplasmas Stop Motion et Panique!
- Société de distribution : KMBO et Pyramide Distribution
- Budget :
- Pays de production :  Espagne,  France,  Belgique,  Chili et  Suisse
- Langue originale : espagnol
- Format :
- Genre : Animation
- Durée : 70 minutes
- Dates de sortie :
  - France : 10 juin 2025 (Annecy)

## Distribution
- Emma Suárez
- Jordi Évole

## Distinction
- Festival international du film d'animation d'Annecy 2025 : Prix fondation Gan à la diffusion